# Rinpoché
Rinpoché ou Rinpotché, Rimpoché, Rimpotché (tibétain : རིན་པོ་ཆེ་, Wylie : rin-po-che, THL : rinpoche, dialecte de Lhassa API : rin'potʃe) est une épithète honorifique propre au bouddhisme tibétain. L'adjectif rinpoché signifie littéralement « précieux ». Le titre Rinpoché est généralement réservé à un lama incarné. Il fait référence au fait que le lama est reconnu comme la réincarnation d'un grand maître du bouddhisme tibétain, suivant une tradition spécifique du Tibet. 
Également appelé tulkou (tibétain : སྤྲུལ་སྐུ་, Wylie : sprul sku, lit. sanskrit : nirmāṇakāya, « corps d’émanation »), mais dans la majorité des cas, il s'agit simplement d'un titre de courtoisie.
Puisqu'il s'agit de la réincarnation d'un grand maître, et que le terme Rinpoché ne peut s'appliquer à un objet physique, il conviendrait mieux d'affirmer que pour un Occidental le terme rinpoché signifie surtout « maitre précieux », ou, comme dans les traditions des jeux d'échec occidentaux où il y a la tradition de maître et de grand maître, rinpoché signifie pour un occidental « grand maître précieux » ou « maître très précieux »,.
Le dictionnaire Oxford propose « joyaux précieux » comme acception où le Rinpoché est un professeur. Cette façon de comprendre et de qualifier une personne existe dans d'autres cultures, comme au Japon où l'expression de Trésor national vivant du Japon existe.
Gyalwa Rinpoché, qui signifie « Précieux Vainqueur », se réfère aux dalaï-lamas, dont les noms ont tous l'épithète Gyatso.

## Liste de Rinpochés
- Dalaï-lama
- Panchen-lama
- Karmapa
- Akong Rinpoché
- Ayang Rinpoché
- Bokar Rinpoché
- Chagdud Tulku Rinpoché
- Chadrel Rinpoché
- Chatral Rinpoché
- Chépa Dorje Rinpoché
- Chögyal Namkhai Norbu Rinpoché
- Chogyam Trungpa Rinpoché
- Choseng Trungpa Rinpoché
- Dagpo Rimpotché
- Denys Rinpoché
- Dhardo Rinpoché
- Dilgo Khyentse Rinpoché
- Dezhung Rinpoché
- Dodrupchen Rinpoche
- Dudjom Rinpoché
- Dzigar Kongtrul Rinpoché
- Dzogchen Khenpo Choga Rinpoché
- Dzogchen Ponlop Rinpoché
- Dzongsar Jamyang Khyentse Rinpoché
- Jamgon Kongtrul Rinpoché Jamgon Kongtrul Lodrö Taye
- Gonsar Tulkou Rinpoché
- Guendune Rinpoché
- Guru Rinpoché
- Gyaltsab Rinpoché
- Gyétrul Jigmé Rinpotché
- Kalou Rinpoché
- Khandro Rinpoché
- Khenpo Tsultrim Gyamtso Rinpoché
- Khentrul Lodro Thaye Rinpoché
- Kirti Tsenshab Rinpoché
- Konchog Tharchin Rinpotché
- Kwetsang Rinpoché
- Kyabje Gehlek Rinpoché
- Kyabje Trijang Chocktrul Rinpoché
- Lakha Lama
- Lopon Tsechu
- Loungri Namgyél Rinpoché
- Mila Khyèntsé Rinpoché
- (Yongey) Mingyour Dorje Rinpoché
- Mipham Jamyang Gyatso
- Mogchok Rinpoché
- Namkha Drimed Rinpotché
- Nyala Rinpoché
- Pabongka Rinpoché
- Paltul Rinpoché
- Patrül Rinpoché
- Pawo Rinpoché
- Penor Rinpoché
- Phakyab Rinpoché
- Phendé Rinpoché
- Rabten Tulkou Rinpoché
- Reting Rinpoché
- Rigdzin Namkha Gyatso Rinpoché
- Ringou Tulkou Rimpotché
- Sakyong Mipham Rinpoché Sakyong
- Samdhong Rinpoché
- Sermey Khensur Lobsang Tharchin
- Shamarpa
- Shenphen Rinpoche
- Sogyal Rinpoché
- Taï Sitou Rinpoché
- Tarab Tulku Rinpoché
- Tenga Rinpoché
- Tenzin Delek Rimpoche (1950-2015)
- Tenzin Ösel Rinpoché
- Tenzin Wangyal Rinpoché
- Thinley Norbu Rinpoché
- Thrangu Rinpoché
- Thubten Zopa Rinpoché
- Traleg Kyabgon Rinpoché
- Trijang Rinpoché
- Trinlay Rinpoché
- Trulshik Rinpoché
- Tsem Tulku Rinpoché
- Tulku Urgyen Rinpoché
- Wangdrak Rinpoché
- Yeshe Lodoi Rinpoché
- 3e Bardor Tulkou Rinpoché
- Metok Tulku Aben Rinpoché